# Camilo Ponce (Fußballspieler)
Camilo Leandro Ponce Rojas (* 18. Februar 1991 in Quilpué) ist ein chilenischer Fußballspieler auf der Position des Stürmers.

## Karriere
Camilo Ponce kam 2009 aus der Jugend in die Profimannschaft von Everton. Dort spielte er bis 2019, wurde allerdings mehrfach in dieser Zeit verliehen. 2019 war der Offensivakteur an Deportes Copiapó ausgeliehen, von dem er nach Leihende fest verpflichtete wurde. 2024 verpflichtete Deportes Recoleta aus der Primera B den 1,79 m großen Ponce.